# Toixó del Vietnam
El toixó del Vietnam (Melogale cucphuongensis) és una espècie de carnívor de la família dels mustèlids. Fou descrit per primera vegada el 2011 i només és conegut de la seva localitat tipus al Parc Nacional de Cúc Phương (Vietnam). La llargada corporal de l'holotip és de 36 cm, la llargada del crani de 8,1 cm i la llargada de la cua de 17 cm. El seu pes és de 800 g.